# Schron amunicyjny „Marszowiec”
Schron amunicyjny „Witkowice” – schron amunicyjny w krakowskich Witkowicach wchodzący w skład Twierdzy Kraków, który został wzniesiony w latach 1913–1914 według typowego projektu opracowanego przed 1913 r. Charakteryzuje się konstrukcją kamienno-ceglaną ze stropem stalowo-betonowym, pokrytym blachą. Posiada jedno duże pomieszczenie magazynowe doświetlone dwoma oknami. Podzielono je ścianką działową z cegły na przedsionek i izbę właściwą. Ścianka działowa posiada otwór strzelniczy osłaniający wejście. Stosowano oświetlenie naftowe – lampy umieszczano w niszach ściennych zamykanych oszklonymi drzwiczkami. Wejście do schronu zamykane było dwuskrzydłowymi drzwiami pancernymi i kratą ze stalowych prętów na ramie z kątownika, okna zabezpieczały okiennice pancerne. Schron zachowany jest w dobrym stanie, nie jest obsypany ziemią, elementy wyposażenia zostały zezłomowane.